# Amblyseius tenuis
Amblyseius tenuis är en spindeldjursart som beskrevs av Wu och Ou 200. Amblyseius tenuis ingår i släktet Amblyseius och familjen Phytoseiidae. Inga underarter finns listade i Catalogue of Life.